# アレン・アヴディッチ
アレン・アヴディッチ（Alen Avdić, 1977年4月3日 - ）は、ボスニア・ヘルツェゴビナ出身の元同国代表サッカー選手。
Jリーグ、Kリーグ時代の登録名はアレン（ハングル: 알렌）。

## 経歴
FKサラエヴォ在籍時の19歳、20歳の時には2年連続でボスニア・ヘルツェゴビナリーグ得点王となったストライカー。
2002年後半は水原三星ブルーウィングスからの期限付き移籍でアビスパ福岡に在籍した。
2006年はイランの強豪サバ・バッテリーFCに移籍。AFCチャンピオンズリーグ2006にも出場し、2得点を挙げた。
2011年、古巣FKサラエヴォでのプレーを最後に引退した。

## 代表歴
1999年3月10日、ハンガリー代表との親善試合でフル代表デビュー。

## 所属クラブ
- FKサラエヴォ 1995-1998
- サカリヤスポル1998
- FKサラエヴォ 1998
- サークル・ブルッヘ 1998-1999
- FCデンデルレーウ 1999
- FKサラエヴォ 1999-2000
- ケムニッツFC 2000
- 水原三星ブルーウィングス 2001-2004

→ アビスパ福岡 2002.7-2002.12 (loan)
→ 遼寧中誉足球倶楽部 2004 (loan)
- FKサラエヴォ2005-2006
- サバ・バッテリーFC 2006-2008
- バルグ・シーラーズFC 2008-2009
- FKサラエヴォ 2009-2011

## 個人成績
| 国内大会個人成績 | 国内大会個人成績 | 国内大会個人成績 | 国内大会個人成績 | 国内大会個人成績 | 国内大会個人成績 | 国内大会個人成績 | 国内大会個人成績 | 国内大会個人成績 | 国内大会個人成績 | 国内大会個人成績 | 国内大会個人成績 |
| 年度             | クラブ           | 背番号           | リーグ           | リーグ戦         | リーグ戦         | リーグ杯         | リーグ杯         | オープン杯       | オープン杯       | 期間通算         | 期間通算         |
| 年度             | クラブ           | 背番号           | リーグ           | 出場             | 得点             | 出場             | 得点             | 出場             | 得点             | 出場             | 得点             |
| 日本             | 日本             | 日本             | 日本             | リーグ戦         | リーグ戦         | リーグ杯         | リーグ杯         | 天皇杯           | 天皇杯           | 期間通算         | 期間通算         |
| ---------------- | ---------------- | ---------------- | ---------------- | ---------------- | ---------------- | ---------------- | ---------------- | ---------------- | ---------------- | ---------------- | ---------------- |
| 2002             | 福岡             | 38               | J2               | 24               | 10               | -                | -                | 0                | 0                | 24               | 10               |
| 通算             | 日本             | 日本             | J2               | 24               | 10               | -                | -                | 0                | 0                | 24               | 10               |
| 総通算           | 総通算           | 総通算           | 総通算           | 24               | 10               | 0                | 0                | 0                | 0                | 24               | 10               |

## 代表歴
- ボスニア・ヘルツェゴビナ代表

### 試合数
- 国際Aマッチ 3試合（1999年）[3]

| ボスニア・ヘルツェゴビナ代表 | 国際Aマッチ | 国際Aマッチ |
| 年                           | 出場        | 得点        |
| ---------------------------- | ----------- | ----------- |
| 1999                         | 3           | 0           |
| 通算                         | 3           | 0           |